# Nekrolog 1446
Nekrolog
◄◄
| ◄
| 1442
| 1443
| 1444
| 1445
| 1446 | 1447 | 1448 | 1449 | 1450 | ► | ►►
Weitere Ereignisse | Allgemeiner Nekrolog 1446
Die Beschreibung der verstorbenen Person sollte so kurz wie möglich gehalten sein und nur deren signifikante Tätigkeit(en) enthalten.
Neue Namen ggf. auch unter dem Geburts- und Sterbedatum, also etwa unter 1. Januar und im Geburts- und Sterbejahr (2024) eintragen (nur bei entsprechender großer Wichtigkeit). Für Beispiele siehe die schon vorhandenen Artikel.
Außerdem über die fünf zuletzt Verstorbenen, zu denen es einen ausreichend guten Artikel für eine Präsentation auf der Hauptseite gibt, nach der todesbedingten Überarbeitung der Artikel ggf. auch unter Wikipedia Diskussion:Hauptseite informieren und sie am besten auch in den anderen Wikipedia-Sprachversionen eintragen. Tipp: Regelmäßig bei news.google.de nach „ist tot“, „gestorben“ oder „verstorben“ suchen.
Wenn eine Person gestorben ist, gibt es viele Seiten zu dieser Person in der Wikipedia, die davon auch betroffen sind und entsprechend aktualisiert werden müssen. Beispiele: Namenübersichtsseite, Geburtsjahr, Geburtsort-Seiten und viele mehr.
Wie finde ich die betroffenen Seiten?
Im Suchfeld auf der linken Seite gibt man den Suchbegriff so ein: „Vorname Nachname“. Dann klickt man auf Volltext und alle Seiten mit entsprechendem Suchtext werden aufgerufen. Hier sieht man dann schnell, wo auch das Todesjahr Sinn macht oder sogar ein Teil des Artikels angepasst werden muss. Auch hilft das „Werkzeug“ auf der linken Seite sehr gut, um solche Seiten aufzufinden: „Links auf diese Seite“. Somit ist die Wikipedia wieder aktuell in allen Bereichen! Hinweis: bei Eintragung der Kategorie „Gestorben JAHR“ wird der Missbrauchsfilter 49 ausgelöst, was jedoch nicht schlimm ist. Siehe: Spezial:Missbrauchsfilter/49
Dies ist eine Liste von im Jahr 1446 verstorbenen bekannten Persönlichkeiten. Die Einträge erfolgen innerhalb der einzelnen Daten alphabetisch sortiert. Tiere sind im Nekrolog für Tiere zu finden.

## Februar
| Tag         | Name                | Beruf, bekannt als                            | Alter | Beleg |
| ----------- | ------------------- | --------------------------------------------- | ----- | ----- |
| 2. Februar  | Vittorino da Feltre | italienischer Renaissance-Humanist und Lehrer |       |       |
| 20. Februar | Elisabeth von Hanau | deutsche Adelige                              |       |       |

## April
| Tag       | Name                 | Beruf, bekannt als                    | Alter | Beleg |
| --------- | -------------------- | ------------------------------------- | ----- | ----- |
| 15. April | Filippo Brunelleschi | italienischer Architekt und Bildhauer |       |       |

## Mai
| Tag     | Name                    | Beruf, bekannt als                                                                                     | Alter | Beleg |
| ------- | ----------------------- | --- | ----- | ----- |
| 6. Mai  | Georges de La Trémoille | Graf von Guînes                                                                                        |       |       |
| 7. Mai  | Jean de Prangins        | römisch-katholischer Geistlicher; Bischof von Lausanne (1433–1440); Bischof von Aosta (1440–1444)      |       |       |
| 9. Mai  | Maria d’Enghien         | Gräfin von Lecce (1384–1446), Königin von Neapel und Titularkönigin von Sizilien, Jerusalem und Ungarn |       |       |
| 15. Mai | Siegfried II. Bock      | Bischof von Cammin                                                                                     |       |       |
| 17. Mai | Etzel I.                | Graf von Ortenburg, Graf von Alt-Ortenburg                                                             |       |       |

## Juni
| Tag      | Name                                   | Beruf, bekannt als  | Alter | Beleg |
| -------- | -------------------------------------- | ------------------- | ----- | ----- |
| 11. Juni | Henry de Beauchamp, 1. Duke of Warwick | englischer Adeliger | 21    |       |

## Juli
| Tag  | Name                | Beruf, bekannt als                               | Alter | Beleg |
| ---- | ------------------- | ------------------------------------------------ | ----- | ----- |
| Juli | Catherine de Valois | französische Prinzessin und Gräfin von Charolais |       |       |

## August
| Tag       | Name                | Beruf, bekannt als                                                                  | Alter | Beleg |
| --------- | ------------------- | ----------------------------------------------------------------------------------- | ----- | ----- |
| 1. August | Johann von Pannwitz | Weihbischof, Generalvikar und Offizial in Breslau sowie Titularbischof von Symbalon |       |       |

## Oktober
| Tag         | Name            | Beruf, bekannt als | Alter | Beleg |
| ----------- | --------------- | ------------------ | ----- | ----- |
| 20. Oktober | Georg Lembucher | Bischof von Seckau |       |       |

## November
| Tag          | Name                   | Beruf, bekannt als               | Alter | Beleg |
| ------------ | ---------------------- | -------------------------------- | ----- | ----- |
| 8. November  | Lorenz von Lichtenberg | Bischof von Lavant               |       |       |
| 22. November | Agnes von Hanau        | Äbtissin des Klosters Klarenthal |       |       |

## Dezember
| Tag          | Name                                  | Beruf, bekannt als            | Alter | Beleg |
| ------------ | ------------------------------------- | ----------------------------- | ----- | ----- |
| 7. Dezember  | Bogislaw IX.                          | Herzog von Pommern-Stolp      |       |       |
| 12. Dezember | Mircea II.                            | Herrscher der Walachei (1442) |       |       |
| 21. Dezember | Louis I. de Bourbon, comte de Vendôme | Graf von Vendôme              |       |       |
| 28. Dezember | Clemens VIII.                         | Gegenpapst                    |       |       |

## Datum unbekannt
| Tag | Name                            | Beruf, bekannt als                                | Alter | Beleg |
| --- | ------------------------------- | ------------------------------------------------- | ----- | ----- |
|     | James Douglas, 3. Earl of Angus | schottischer Adliger                              |       |       |
|     | Robert Keith                    | schottischer Adliger und Marschall von Schottland |       |       |
|     | Otto IV.                        | Fürst von Lüneburg                                |       |       |
|     | Nuno Tristão                    | portugiesischer Seefahrer und Entdecker           |       |       |